# Kenji Baba
Kenji Baba (jap. 馬場 賢治 Baba Kenji; ur. 7 lipca 1985 w Hiratsuki w prefekturze Kanagawa) – japoński piłkarz występujący na pozycji pomocnika. Obecnie występuje w Kamatamare Sanuki.

## Kariera klubowa
Od 2008 roku występował w klubach Vissel Kobe, Shonan Bellmare, Mito HollyHock i Kamatamare Sanuki.